# Amt für Agrarordnung
Amt für Agrarordnung war von 1970 bis 2006 die Bezeichnung von nachgeordneten Behörden in Nordrhein-Westfalen, die sich hauptsächlich um Flurbereinigung im ländlichen Raum kümmerten.
In Preußen wurden zu Beginn des 19. Jahrhunderts Spezialkommissionen gebildet, die ab 1919 „Kulturämter“ hießen. 1958 wurden in Nordrhein-Westfalen die Kulturämter in „Ämter für Flurbereinigung und Siedlung“ umbenannt und ab 1970 führten sie die heutige Bezeichnung „Ämter für Agrarordnung“. Ihre  wesentlichen Aufgaben lagen auf den Gebieten Flurbereinigung, ländliche Siedlung, Dorferneuerung und Verbesserung der Agrarstruktur. Zum 1. Januar 2007 wurden sie aufgelöst und ihre Aufgaben den Bezirksregierungen übertragen.
In Hessen wurde ein Teil der früheren Aufgaben der Kulturämter auf die Ämter für Bodenmanagement und ein Teil auf die Landwirtschaftsämter übertragen.

## Einzelnachweis
1. ↑  https://recht.nrw.de/lmi/owa/br_vbl_detail_text?anw_nr=6&vd_id=1500&sg=0